# Трновче (Луковица)
Трновче (словен. Trnovče) је насељено место у општини Луковица, Средњесловенска регија, Словенија.

## Историја
До територијалне реорганизације у Словенији било је у саставу старе општине Домжале.

## Становништво
У попису становништва из 2011. године, Трновче је имало 83 становника.
| Број становника према пописима | Број становника према пописима | Број становника према пописима |
| ------------------------------ | ------------------------------ | ------------------------------ |
| 1991                           | 2002                           | 2011                           |
| 42                             | 45                             | 83                             |

Напомена: Године 2008. извршена је мала размена територија између насеља Подгора при Златем Пољу и Трновче.